# Alan Reale
Alan Reale Ahumada (Valparaíso, 6 de febrero de 1974) es un músico, compositor, docente y productor musical chileno. Se desempeña actualmente como guitarrista del grupo chileno Los Jaivas. Es multiinstrumentista de 
guitarra, bajo y piano.

## Biografía
Reale ha sido parte de diversas agrupaciones a lo largo de su trayectoria, tales como Betrayed, Surpacífico, Tau Ceti, Había una Vez, La Juntos Band, Morales y los Inmorales. En 2013 fue convocado para integrarse definitivamente al grupo Los Jaivas, con la misión de interpretar los solos de Eduardo "Gato" Alquinta.
Como productor musical trabajó en el álbum Valparaíso, cuestión de amor, de Eduardo Parra Pizarro, en el marco del Carnaval cultural de Valparaíso de 2003.[cita requerida]

## Bandas
Además de en Los Jaivas, Reale ha pertenecido a las siguientes bandas.

### Surpacífico
Banda de música original con influencias étnicas, clásicas y de rock progresivo. La característica principal es la
afinación de las guitarras electro-acústicas en quintas, New standard tuning  (creada por Robert Fripp - King Crimson), más la fusión con el chelo, guitarra eléctrica y percusión hindú.
En el año 2002, Sur Pacífico graba su primer CD llamado "En el Principio", ganador del Proyecto del Fondo Nacional de la Cultura y las Artes dependiente del Ministerio de Cultura del Gobierno de Chile; el cual ha recibido muy buenas críticas a nivel nacional e internacional.
Uno de los temas de este disco, ha sido incluido en el CD The League of Crafty Guitarists editado por el sello norteamericano Inner Knot.
- Integrantes: Paulette Joui, Chelo / Marcos Ribas, Guitarra Ovation / Ismael Cortes, Guitarra Ovation (Tryo)[6] / Alan Reale, Guitarra Eléctrica / Juan Gronemeyer, Percusión Hindú (La Floripondio, Chico Trujillo).[7][8]

### Tau Ceti
Banda de Rock Progresivo formada en la década de los 80´s en la ciudad de Viña del Mar. Con influencias de Yes, King Crimson y Genesis entre otros. Tuvo un período de silencio hasta que se reorganizó en el año 2005 invitando al músico y compositor Alan Reale que le dio un nuevo matiz a la agrupación realizando arreglos a los temas originales y un nuevo vuelco a la composición y a la línea de la banda. A mediados del año 2009 se incorpora al grupo el guitarrista Felipe Pérez, con un gran aporte de sonido y ejecución. A mediados del año 2012 comienza la grabación del álbum “Estrella Vecina”, el cual es finalizado en agosto del 2013 y lanzado en el Centro de Extensión Duoc UC, Edificio Cousiño en el mismo año.
- Integrantes: Giancarlo Bregante, guitarra eléctrica (Leña Húmeda, De Nada) / Felipe Pérez, guitarra eléctrica (Sexteto de Los Tiempos, Estay Quartet, Dr. Diente) / Alan Reale, voz & guitarra eléctrica (Los Jaivas) / Mauro Bregante, bajo (Leña Húmeda, De Nada) / Juan Manuel Martínez, batería (Leña Húmeda, De Nada, Cuatro Palos, Unízono).[9]

### Eneagrama
Banda de música original de rock progresivo, blues y jazz. Formada en el año 1998 por Alan Reale y Pablo Hidalgo, ambos guitarristas y compañeros de curso de la escuela de música de la Universidad de Playa Ancha. Las composiciones a dos guitarras fueron posteriormente complementadas con la inclusión de Iván Araya en batería y Tuilllan Yuing en el bajo. El nombre de la agrupación surge por la búsqueda de desarrollo psicológico y espiritual en un viaje hacia la evolución y el crecimiento tanto interior como respecto de las relaciones que establecemos con los demás. A partir de esta premisa surgen composiciones de carácter progresivo, entre las que destacan: El Encuentro, Redención, El Vigilante y Voluntad. Realizaron diversas presentaciones en vivo en lugares públicos y privados como el Festival de Música Progresiva de Limache, La Universidad Federico Santa María de Valparaíso, en Cecil Club y Centro de Eventos El Huevo, entre otros.
- Integrantes: Alan Reale, voz & guitarra eléctrica / Pablo Hidalgo, guitarra eléctrica / Tuilllan Yuing, bajo / Iván Araya, batería.

### Betrayed
Banda de música original, con influencias del Thrash metal. Se forma en el año 1987 en la ciudad de Valparaíso. Influenciada principalmente por música extranjera, ya que no existía ambiente local, con nombres entre los que destacan Testament, Vio-lence y Anthrax entre otros. Desde sus inicios la agrupación se destacó por la creación de temas propios al poco tiempo de su formación lo que era muy atípico en esos años ya que otras agrupaciones de la zona solo se dedicaban a tocar covers. Fue esto mismo lo que llevó a Betrayed a la grabación en el año 89 de su demo titulado "Our Option" el cual fue muy bien aceptado por el público y les dio la posibilidad de ser conocidos en otras localidades del país. Para el año siguiente se presenta la oportunidad de grabar lo que sería su primer disco y que llevó por nombre "1879 Tales of War" el cual fue producido por Anton Reisenegger (Pentagram, Fallout, Criminal) y que destacó por la fuerza de sus riff y su gran sonido,  ganador del concurso al mejor álbum debut de la radio Concierto en el año 1993, distribuido por el sello EMI a nivel nacional y sudamericano. Este trabajo catapultó a la banda hacia muchos conciertos en el país y éxito en el extranjero a través de la televisión, la radio y revistas. Hoy Betrayed distribuye en CD con el sello Massive Records Chile la reedición de su clásico álbum  “1879 Tales Of War”.
En sus comienzos la banda fue integrada por Blas Mateluna en voz, Claudio Tapia en batería, Rodrigo Neyra en guitarra y Jose Cabezas en el bajo. Durante sus más de 20 años de vida la banda ha sufrido cambios de integrantes, entre los cuales se destaca Alan Reale en las voces, quien le diera un matiz melódico durante su paso por la banda, pero se ha mantenido su alineación original con la salida de Rodrigo Neyra que actual mente milita en la banda La Floripondio.

### Había una Vez, Bs.As. Argentina.
Banda argentina que mezcla el rock, el pop y el punk. Sus canciones son de carácter melódico y sus letras una combinación de poesía y reclamos sociales. Está formada por Agustín Alonso (o Gorri como le llaman sus amigos), en voz principal y \bajo, Pedro Satorre en guitarra eléctrica y Alejo Clemente en batería. Se incorpora el guitarrista chileno Alan Reale en el año 2007 a raíz de su estadía en Buenos Aires, logrando una muy buena complementación musical. Realizan una gira por Chile; que incluyó entre otras presentaciones, la participación en los Carnaval Cultural de Valparaíso, El Rockódromo, Centro de eventos El Huevo, La Piedra Feliz, Alimapu Bar, Sala SCD sede Vespucio; y en el norte del país trasandino.

## Discografía
- Holos
- 2002: En el principio (con Surpacífico)
- 2003: Valparaíso, cuestión de amor (con Ciudad Magia)
- 2006: Luna norteña (con Casanueva, Zambas y Chacareras)
- 2013: Datos blandos (con Pablo Morales y los inmorales)